# 林志玲
林 志玲（リン・チーリン、1974年11月29日 - ）は、台湾のファッションモデル、女優。
台湾において2003年頃から人気が上昇し、以来、広告、司会、テレビコマーシャル、映画、さらには親善大使などの活動を継続し、"台湾第一名模"（台湾のナンバーワンモデル）の呼び名を持つに至る。中華圏を中心としたアジア全域での活動も活発化した。ミン・グローバルエージェンシーと契約している。

## 来歴

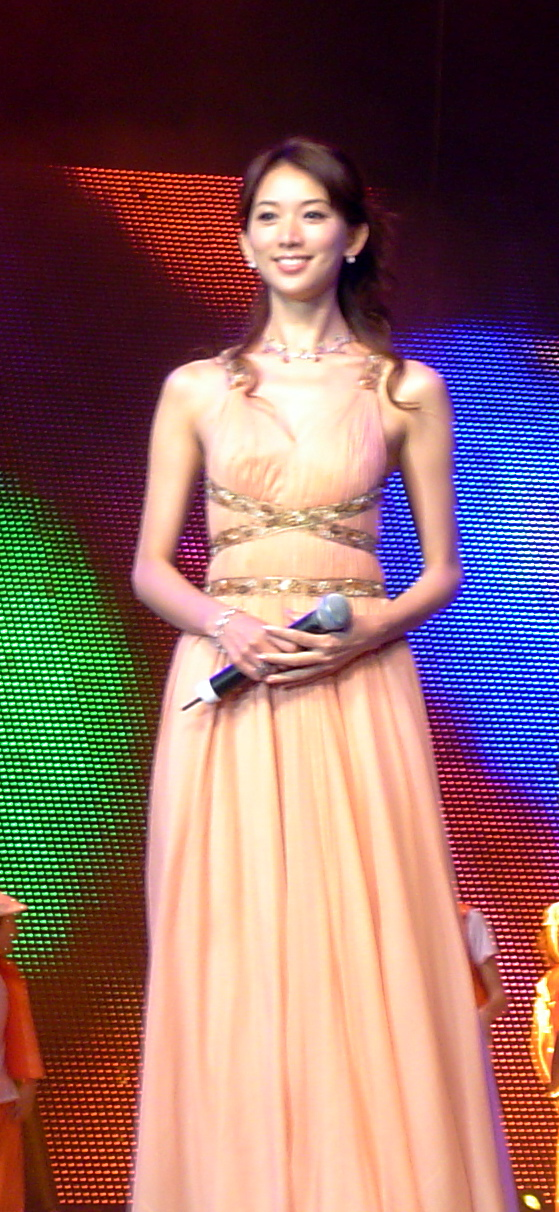
2006年・中国・上海

台湾台北市で生まれる。カナダへ留学、トロント大学を卒業し、西洋美術史と経済学の学士号を取得。モデル業の始動は1997年頃のことで、しばらく兼業で活動したのち、本格的な転身を行い2002年に専業デビュー。そしてエステサロンのテレビコマーシャル出演（2004年）を機に大ブレイクを迎えるに至る。時に30歳。以後台湾メディアを連日賑わす人気モデルとなった。
ジョン・ウー監督の映画『レッドクリフ』のヒロインにあたる小喬役を演じることが決定し、2007年3月から中国河北省で撮影開始。100億円近くの巨額を掛けて製作されたこの映画は、台湾や中国などで翌2008年7月からの公開となった。
2009年には中台合作映画『トレジャー・オブ・エンペラー 砂漠の秘宝』でジェイ・チョウと共演。以後、スン・ホンレイやリー・リーチュンらとの共演による『決戦刹馬鎮』（2010年）、チェン・クンとの共演による『ラブ・オン・クレジット』（2011年）、アンディ・ラウとの共演による『ゴールデン・スパイ』（2012年）、と、各種中国映画や香港映画への出演を重ねていった。
日本のテレビドラマ『101回目のプロポーズ』（1991年、フジテレビ）が『101回目のプロポーズ 〜SAY YES〜』として中国で映画化されるに至った2012年には、これへの主演が決定、かつての原作版にて浅野温子の演じたヒロイン役を担うこととなった。さらに40歳を目前にしての中国の下着メーカー「都市麗人」からのイメージキャラクター起用もあり、30代最後の下着イメージキャラクター活動として話題とされるなどしている。
2013年には主演映画にあたる日中合作映画『スイートハート・チョコレート』が中国で公開。俳優の池内博之との同時主演であったこの映画が大韓民国の「光州国際映画祭」最高賞にあたる審査員大賞を獲得するなどしている。

### 日本関連

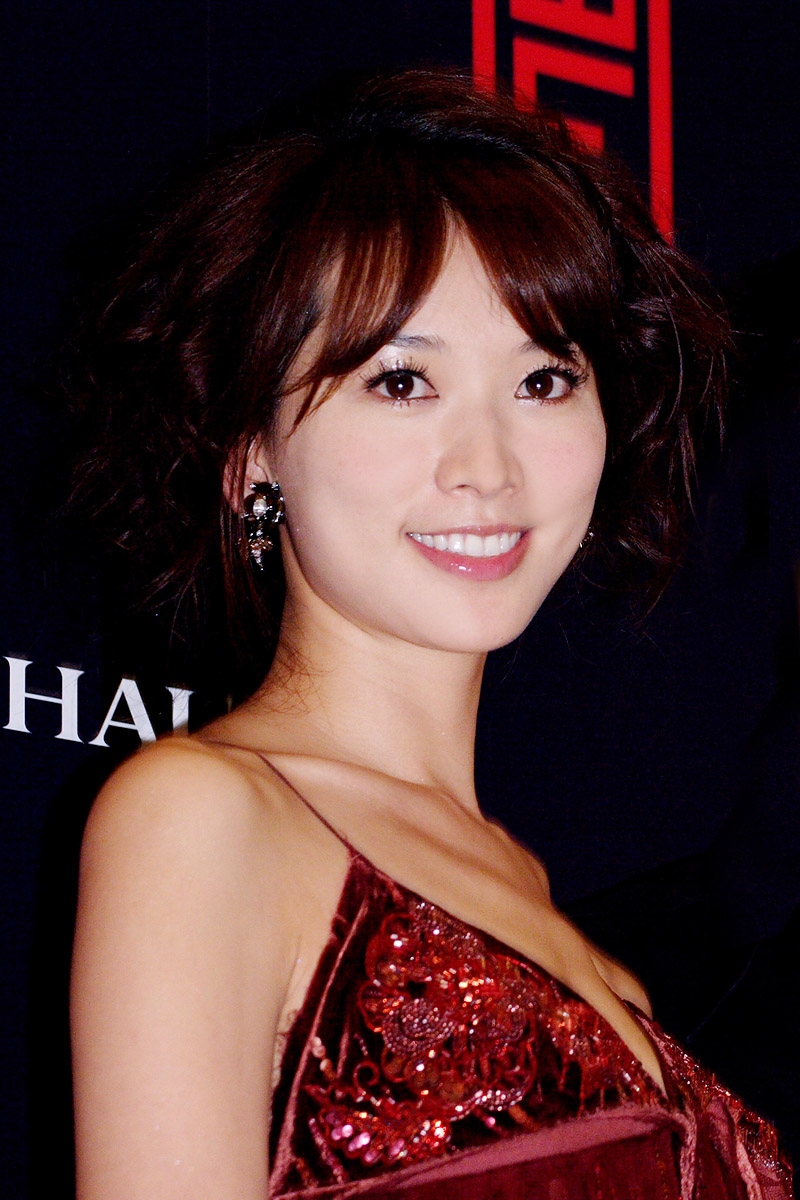
2005年

2005年の4月に日本の大手芸能プロダクション・オスカープロモーションと契約。先立つ2004年から2006年度まで3年連続で「ビジット・ジャパン・キャンペーン」の“台湾親善大使”の役を担っていた。
2009年に初の日本向け写真集『林志玲ビジュアル ファンブック』を学習研究社から発売、日本ではエイベックス・マネジメントと所属契約。さらに日本の住宅商品「casa cube（カーサ・キューブ）」のテレビコマーシャルに出演。同年11月からの放映となったもので、日本における初のテレビコマーシャル出演であった。
続けて2010年のテレビドラマ『月の恋人〜Moon Lovers〜』（フジテレビ）で木村拓哉の相手役を演じ、これを皮切りにテレビコマーシャルや雑誌など様々な媒体への露出を通して日本でも広く知られるようになった。
2010年にはエイチ・アイ・エスによる新発足の旅行ブランド「QUALITA（クオリタ）」のイメージキャラクターへ。翌2011年にはコーセーコスメポートのヘアケアブランド「サロンスタイル」からのミューズ起用があった。さらに女性向けファッション雑誌『Grazia』の専属モデル（表紙モデル）に起用されたほか、2012年から明治「アミノコラーゲン」 や同「ホロホローネショコラ」 のテレビコマーシャルに出演するなどしている。

## 人気

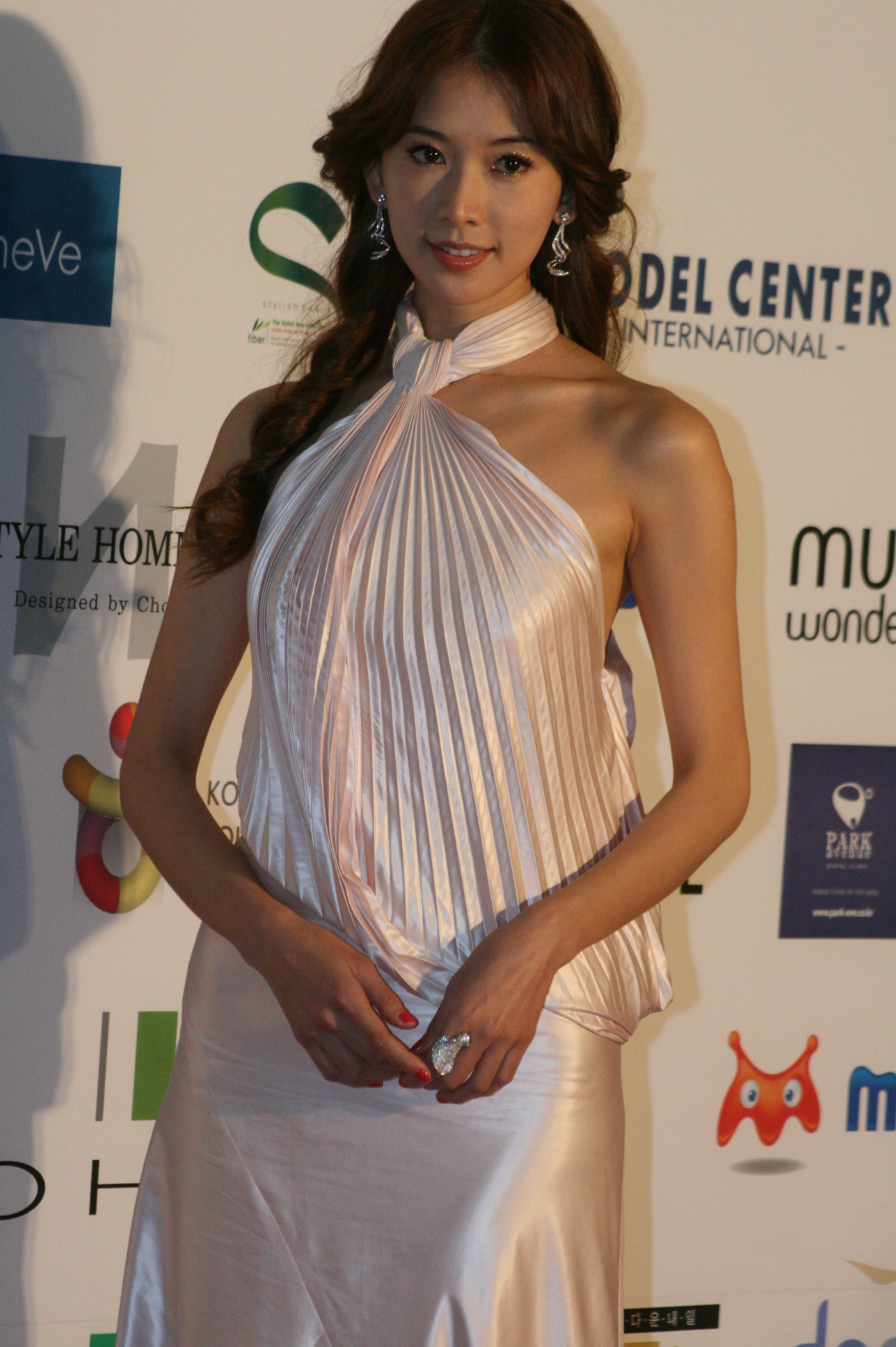
2009年・アジアモデルフェスティバル受賞式にて

“台湾第一名模”（台湾のナンバーワンモデル）としてのその人気はかねてより絶大なもので、2000年代を通して台湾芸能界を瞬く間に上り詰めていったその様は、当地の学者らをして“林志玲現象”と言わしめたほどのものであった。カナダと日本への留学経験や、モデル転身前の芸術学校（華岡芸術学校）における講師の経歴などから台湾モデル界きっての才媛と言われ、その知的で優雅なイメージが人気の原動力となってもきた。各種台湾メディアの調査企画で、サラリーマンの選ぶ「バレンタインを一緒に過ごしたい芸能人」ランキング女性部門1位（2006年）、「セクシー女優ベスト50」ランキングアジア部門1位（2006年）、「一緒に住みたい芸能人」ランキング1位（2009年）、「台湾トップ美女」ランキング1位（2009年）、「10大美乳女王」ランキング1位（2009年）、「美容整形でなりたい顔」ランキング1位（2010年）、同性愛者の選ぶ「欲しい卵子」ランキング1位（2010年）、「セクシー美女100選」ランキング4年連続1位（2007年・2008年・2009年・2010年）、「美胸（美しい胸）」ランキング1位（2011年）、美容整形外科医の選ぶ「バランスのとれた美しい顔」ランキング1位（2011年）。中華人民共和国でも“台湾トップ美女”として絶大な人気を獲得。米経済誌『フォーブス』中国版が年収やメディア露出回数などから総合評価した「中国著名人ランキング」（2013年）にてファン・ビンビン（1位）、ジェイ・チョウ（2位）、アンディ・ラウ（3位）、ジャッキー・チェン（4位）、チャン・ツィイー（5位）、イーソン・チャン（6位）、ヤン・ミー（7位）、ホァン・シャオミン（8位）、ジョリン・ツァイ（9位）に次ぐ10位。日本でも映画『レッドクリフ』（2008年・2009年）への出演 と『月の恋人〜Moon Lovers〜』（2010年）への出演を経て知名度が急上昇。女性週刊誌『an・an』の企画“東洋美人”人気投票（2012年）で1位に入選するなどしている。
しかし、女優業では悪評が多く、演技力の欠けた“花瓶”（お飾り女優）などと評されてきた。2010年の1月には、中国版「ゴールデン・ラズベリー賞」の「金掃箒奨」で、「最も失望させた女優賞」が贈られた。『月の恋人〜Moon Lovers〜』の視聴率が低迷した事や出演映画が大コケした時には、台湾メディアからは毒薬と揶揄された事もある。アンディ・ラウとの共演作『ゴールデン・スパイ』（2013年）公開時は、興業成績の不振などから“駄作の女王”の評を受けるにも至った。中国のあるウェブサイトにて発表された「中華圏の映画界で活躍する人気タレントの“演技力採点表”」ランキング（2014年）にて、最低レベルにあたる「0点」の評を受けてもいる。

## 収入
台湾メディアの発表による2007年度「芸能界の長者番付リスト」のモデル部門で1位へ。その収入は6000万台湾ドル（約2億円）と見積もられた。2010年発表の台湾モデル年収番付においては、広告収入だけで1億2000万台湾ドル（約3億6000万円）超、そこに日本でのドラマ出演料などをあわせると1億6000万台湾ドル（約4億8000万円）超の見積もり総収入額で、2004年から7年連続の首位を記録。2011年にも2億台湾ドル（約5億2000万円）の見積もり収入で首位の座を保持している。同年には私財を投じて慈善基金を設立。自ら会長に就任した上で、かねてより取り組んでいた児童福祉の活動を本格化させる運びとなった。

## 人物
2000年に日本へ短期留学（3カ月間）し東京渋谷の語学学校で日本語を学習。台湾語、標準中国語、英語、広東語、および日本語を解する。NHK「英語でしゃべらナイト」出演時にNHKアナウンサーとのインタビューにて流暢な英語と簡単な日本語を披露したほか、2010年にはテレビドラマ『月の恋人〜Moon Lovers〜』や民放番組のインタビューでほぼ日本語での応対を披露している。
2005年7月8日、中国・大連でCM撮影中に落馬。結果、肋骨6本を折る重傷を負うに至る。全治2ヶ月の診断を受けて入院。
2015年4月、日用品メーカーが主催する女性のがん予防イベントに出席し、すでに卵子凍結保存をしたと明かした。

### 私生活

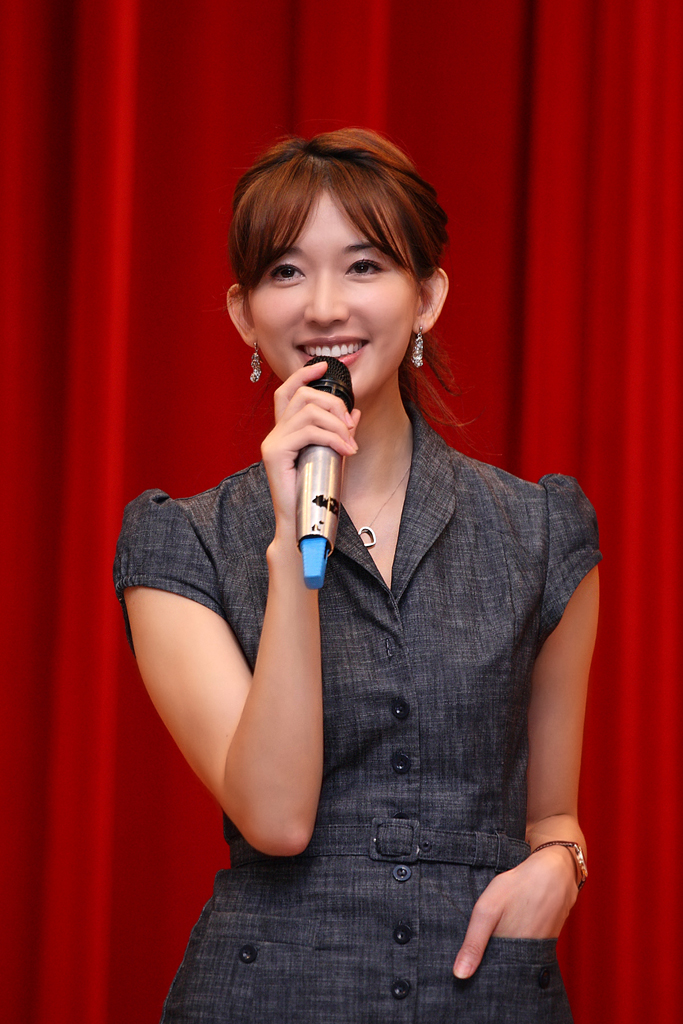
2008年・国立台湾科技大学にて

報道の伝えるところによれば、台湾の男性アイドルグループF4のジェリー・イェンはかつての恋人にあたる。このことが公に明らかとなったのは、ともに写ったバスローブ姿の写真が流出した2005年のことであった が後に破局。2017年11月10日にはジェリー・イェンとデートしたと報道され、イェンはそれを認めたが、チーリンはそれを肯定も否定もしていない。
2019年6月6日、日本のグループEXILEのAKIRAと結婚。2011年の舞台『レッドクリフ 〜愛〜』での共演を機に知り合い、長年友人関係にあった。2018年末頃から半年の交際期間を経て結婚に至った。結婚前に2人の交際が報じられたことはなかった。同年11月17日に台南市の全台呉氏大宗祠で挙式を、台南市美術館で披露宴を行った。2人は結婚後、雑誌や CMなどで共演している。
2022年1月31日、第1子男児の出産を発表。この日まで妊娠を公にしないでいた。妊活を経て出産に至ったという。

## 主な出演

### 映画
- レッドクリフ PartI（2008年）
- レッドクリフ PartII -未来への最終決戦-（2009年）[79]
- トレジャー・オブ・エンペラー 砂漠の秘宝（2009年）
- 決戦刹馬鎮（2010年）
- ラブ・オン・クレジット（2011年）
- ゴールデン・スパイ（2012年）
- 101回目のプロポーズ 〜SAY YES〜（2013年） - イエ・シュン 役[80]
- スイートハート・チョコレート（2013年） - 主演・リンユエ 役
- 道士下山（2015年）
- 恋するシェフの最強レシピ（2017年）
- 吃吃的愛（2017年）
- 西遊記 女人国の戦い（2018年）
- 祖宗十九代（2018年）
- メイデイ人生無制限の会社コンサート（2019年）

### テレビドラマ
- 月の恋人〜Moon Lovers〜（2010年5月 - 7月、フジテレビ） - リュウ・シュウメイ 役[81]

### 舞台
- 劇団EXILE W-IMPACT『レッドクリフ 〜愛〜』（2011年8月8日 - 31日、ル テアトル銀座） - 小喬 役[82]

### CM/イメージキャラクター
台湾
- 幸運草金飾
- 中華航空
- P&G「六分鐘護一生」 キャンペーン
- 植物の優
- 統一鶏精
- 日立冷蔵庫
- Angel Face 唐安麒美胸痩身（香港）
- 台塩（台湾ソルト）「蓓舒美」
- クライスラー「ヴォイジャー」
- P&G「パンテーン」「OLAY」
- 花王「アタック」
- Lee Cooper
- Wii Fit Plus
- justgold
- New スーパーマリオブラザーズ Wii
- 三菱重工 空調機[83]
- 御茶園[75]
- 田原香 チキンエッセンス[84]

日本
- カーサプロジェクト株式会社「casa cube」（2009年）
- H.I.S.「QUALITA」（2010年）[85][86]
- コーセーコスメポート「サロンスタイル」（2011年）[87]
- 明治製菓「アミノコラーゲン」（2012年）[88]
- 株式会社明治「ホロホローネショコラ」（2012年）[89]

欧米
- ロンジンエレガンスアンバサダー（2005年 - ）[90][91]

### ミュージックビデオ
- 庾澄慶 「春泥」（2003年）
- SMAP「そっと きゅっと」（2009年）[92]
- ジョセフ・チェン「暢一首歌」（2009年）[93]
- ATSUSHI「我願意」（2011年）[94]
- S.H.E「像女孩的女人」（2012年）
- メイデイ「素敵だから (君を歌にしたい)」（2016年）[95]
- 薛之謙「動物世界」（2017年）
- J SOUL BROTHERS「冬空/White Wings」（2019年）

### シングル
- "帶我飛" (2009年)[96]
- "美麗的力量" (2010年)[97]
- "Me and The Moon" (2015年)[98]
- "You and Me" (2018年)[99]

### その他
- 第34回ジャパンカップ（プレゼンター、東京競馬場、2014年11月30日）[100]